# Adele Goldstine
Adele Goldstine (December 21, 1920 – November, 1964) was een Amerikaanse wiskundige en programmeur. Zij was betrokken bij de ENIAC als programmeur.

## Studie
Goldstine werd geboren als Adele Katz in New York. Ze ging naar het Hunter College. Nadat ze daar haar Bachelor had gehaald studeerde ze aan de Universiteit van Michigan voor haar Master. In die tijd ontmoette zij haar toekomstige man, Herman Goldstine die op dat moment bij het ENIAC project betrokken was als ontwikkelaar. In 1941 trouwden zij. Goldstine kreeg twee kinderen ( In 1953 en 1960).

## ENIAC
Goldstine was de eerste programmeur bij het ENIAC project. Daarnaast schreef ze de documentatie over het project waaronder de 301 pagina’s tellende handleiding. Haar handleiding was buitengewoon gedetailleerd en bood een basis voor jarenlang succesvol werk aan de ENIAC. Daarnaast nam Goldstine nieuwe vrouwen aan en leerde hen te programmeren.
In 1946 implementeerde ze het “Stored program-computer” concept van Dick Clippinger in de ENIAC. Hierdoor hoefden de programmeurs niet langer handmatig kabels aan te sluiten en los te koppelen voor de herprogrammering, maar kon de computer een set van vijftig opgeslagen instructies uitvoeren.
Ze verliet het project in maart 1946 doordat ze met haar man verhuisde naar Princeton. Daar ging ze werken voor het Los Alamos National Laboratory waar ze programma's schreef voor de ENIAC.

## Overlijden
Adele Goldstine overleed in 1964 op 43-jarige leeftijd aan kanker.